# Adolf Dassler
Adolf Dassler (ur. 3 listopada 1900 w Herzogenaurach, zm. 6 września 1978 tamże) – niemiecki przedsiębiorca, współzałożyciel w latach 20. (wraz z bratem Rudolfem) rodzinnego przedsiębiorstwa produkującego obuwie sportowe, Gebrüder Dassler Schuhfabrik.
Wskutek nieporozumień rodzinnych wkrótce po wojnie brat Adolfa – Rudolf Dassler – wyszedł ze spółki i założył konkurencyjną wobec niego firmę Ruda, przemianowaną później na Puma. Adolf natomiast stworzył firmę Adidas (nazwa stworzona ze zdrobnienia imienia Adolfa – Adi i pierwszych trzech liter nazwiska).
W 1934 r. poślubił Käthe Martz, z którą miał pięcioro dzieci: Horst (1936), Inge (1938), Karin, Brigitte i Sigrid (1953).